# Alice Peters
Alice Peters, auch Alice Peters-Jonescu und Alice Peters-Ohsam, (* 6. Juni 1929 in Apen; † 7. Januar 2021 in Bremen) war eine deutsche Künstlerin. Sie ist mit vielen Werken in Bremen und in Westerstede vertreten.

## Biografie
Peters wuchs in Westerstede auf. Sie absolvierte eine Lehre als Schneiderin und arbeitete zunächst in dem Beruf in Hannover und Nürnberg. Sie studierte danach an der Hochschule für Bildende Künste Hamburg und an der Akademie der Bildenden Künste Nürnberg.
Ab 1958 war sie als freischaffende Künstlerin in Bremen wohnhaft und tätig. Peters schuf die meisten ihrer Kunstwerke, die oft auf Schulhöfen stehen, in den 1960er und 1970er Jahren. Die Bildhauerin bevorzugte als Material Bronze, arbeitete aber auch in Stein und Beton. Ihre abstrahierende Formensprache, zumeist stilisierte Figuren, zählt zur Klassischen Moderne. Zahlreiche ihrer Arbeiten befinden sich seit 2010 im umgebauten Bahnhof in Westerstede als Schenkung für die Stiftung für Kunst und Kultur in der Stadt Westerstede von 1995.
Peters war mit dem rumäniendeutschen Journalisten, Schriftsteller und Hörfunkredakteur Bernhard Ohsam (1926–2001) verheiratet.
Sie wohnte in Bremen-Oberneuland.

## Werke
In Bremen:

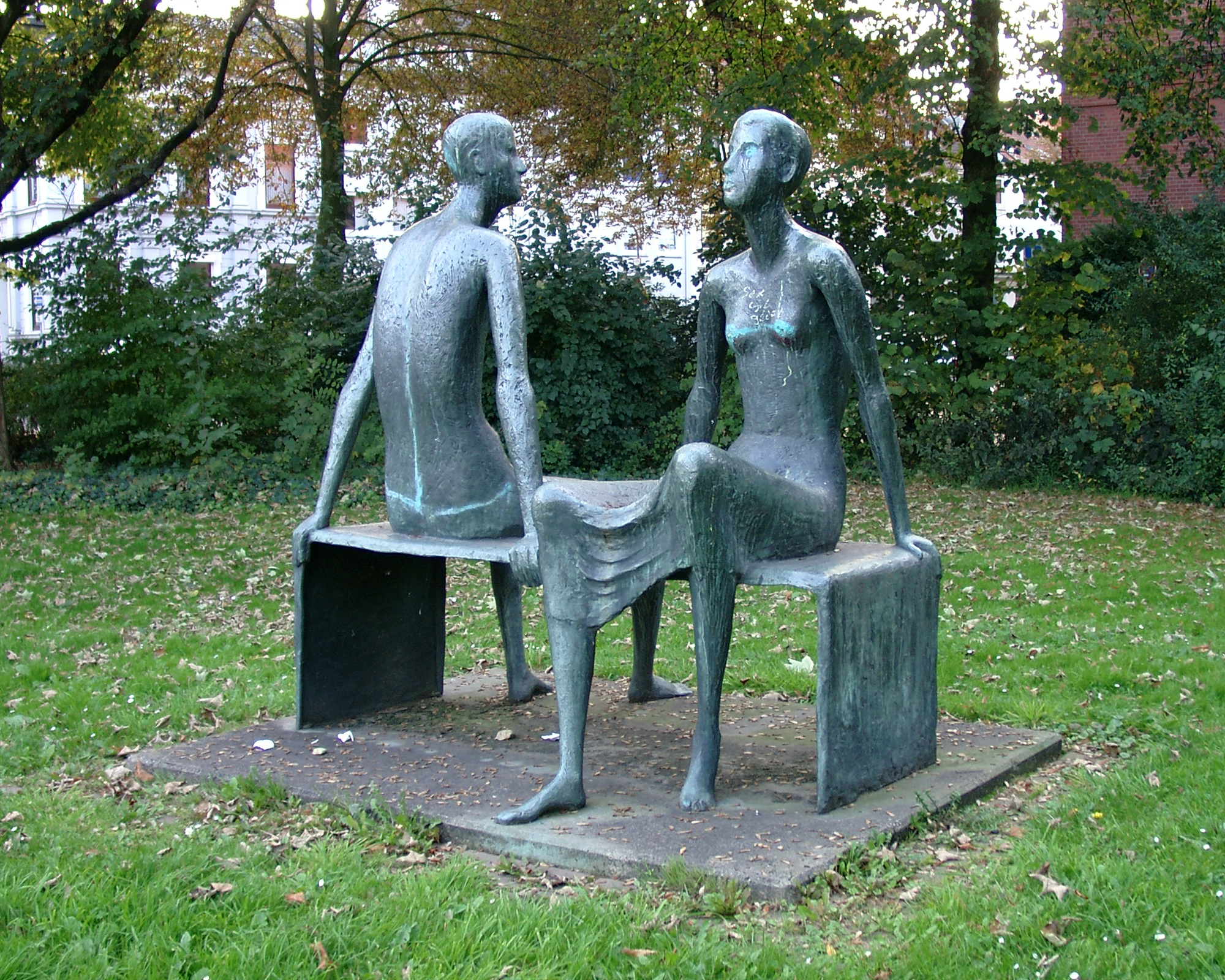
Sitzendes Paar in Bronze von 1973

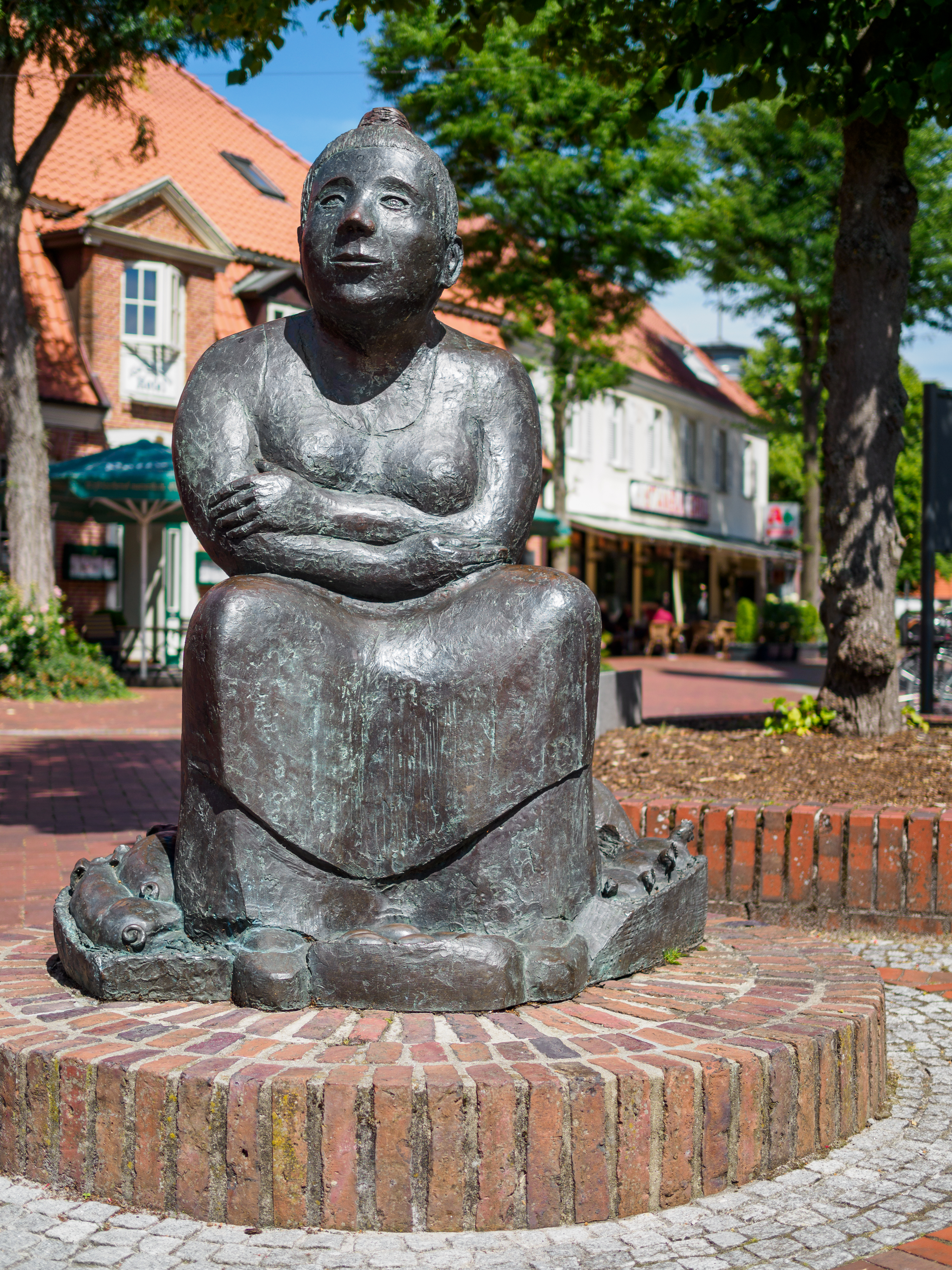
Marktfrau „Oma Apen“ in Westerstede

- Die Sinnende (1960) in Vegesack, Schulzentrum an der Eggestedter Straße
- 2 Knaben im Gespräch (1963) in der Östlichen Vorstadt, Schule an der Hamburger Straße
- Sitzender Knabe (1964, Bronze, entfernt) in Hemelingen, Schule in der Parsevalstraße
- Mutter und Kind (1964) in Burglesum, Schule an der Landskronastraße
- 3 Musikantinnen (1964, Bronze) in Walle, Berufsbildende Schule für Gesundheit, Pflege und Soziales, Walle
- Die Tierplastiken Fuchs (1964, Bronze), Reiher (1964, Bronze, entfernt), Flusspferde (1968, Beton), Kraniche (1968, Bronze) und Hahn (1970, Bronze) auf Pausenhöfen in verschiedene Stadtteilen in Bremen.
- Diskussion (1965, Bronze) in Osterholz, Schule an der Graubündener Straße
- Ein Brunnen am Weidedamm (1966, Bronze) vor der damaligen Fachschule für Sozialberufe
- Sitzendes Paar (1973)  in der Bremer – Neustadt, Schulstraße Ecke Neustadtscontrescarpe, Nähe Leibnizplatz
- Brunnenwand mit Wasserspielen in Stein (1974) in Burglesum, Pausenhof der Sonderschule Friedehorst

In Westerstede:
- Brunnen aus Stein und Bronze (1984), Marktplatz
- Die Marktfrau „Oma Apen“ aus Bronze (Entwurf 1980, Ausführung 2012), Marktplatz
- Stehendes Mädchen aus Bronze (1960), Thalenweide hinter der Bibliothek
- Trauernde aus Klinker (1958), Thalenweide
- Trompeter aus Bronze  (um 1990), An der Krömerei 2
- Musizierende aus Bronze (1990), Postplatz

An anderen Orten
- Die Lesende (1961) in Gütersloh, Firmenzufahrt Mohn Media
- Hahn aus Bronze (vor 1974) in Bremerhaven – Leherheide, Stadtteilbibliothek